# ألسدير غراي
ألسدير غراي (بالإنجليزية: Alasdair Gray)‏ (28 ديسمبر 1934–29 ديسمبر 2019)، غلاسكو في المملكة المتحدة)؛ كاتِب، سيناريست، شاعر، رسام، رسام توضيحي وروائي بريطاني.

## روابط خارجية
- ألسدير غراي على موقع IMDb (الإنجليزية)
- ألسدير غراي على موقع الموسوعة البريطانية (الإنجليزية)
- ألسدير غراي على موقع ميوزك برينز (الإنجليزية)
- ألسدير غراي على موقع ديسكوغز (الإنجليزية)